# 纳瓦尔·穆塔瓦基尔
纳瓦尔·穆塔瓦基尔（阿拉伯语：نوال المتوكل，1962年4月15日—），摩洛哥著名田径运动员，第一位来自穆斯林国家和非洲的奥运会女子项目金牌得主。
穆塔瓦基尔大学时留学美国艾奥瓦州立大学。在1984年夏季奥林匹克运动会上，她出人意料地夺得了女子400米栏冠军。消息传到摩洛哥国内，摩洛哥国王哈桑二世下令当天在摩洛哥出生的所有女孩都必须以她的名字取名。
1995年，穆塔瓦基尔被选入国际业余田径联合会（IAAF），1998年，她成为国际奥委会委员。穆塔瓦基尔曾担任2012年夏季奥林匹克运动会申办城市初选委员会的主席。

## 外部連結
- 纳瓦尔·穆塔瓦基尔在的頁面
- 国际奥委会·穆塔瓦基尔个人资料 （页面存档备份，存于）